# Операційна система з оцінкою безпеки
Операційні системи з оцінкою безпеки — це операційні системи обчислювальної техніки, які отримали сертифікацію від зовнішньої організації з аудиту безпеки. Найпопулярніші стандарти, на відповідність яким проводиться оцінювання — Common Criteria (CC). В Україні використовується оцінка на відповідність національним нормативним документам - НД ТЗІ 2.5-004-99. 

## Oracle Solaris
Trusted Solaris 8 — це версія операційної системи Solaris Unix, орієнтована на безпеку. Націлена, першочергово, на державний обчислювальний сектор, Trusted Solaris дає детальний аудит усіх завдань, зокрема автентифікацію, обов'язковий контроль доступу, додаткові пристрої фізичної автентифікації та детальний контроль доступу (FGAC). Версії Trusted Solaris до версії 8 мають сертифікат Common Criteria. Trusted Solaris 8 отримала рівень сертифікації EAL 4, доповнений низкою рівнів захисту.

## BAE Systems' STOP
BAE Systems' STOP версія 6.0.E отримала EAL4+ у квітні 2004 року та версія 6.1.E отримала сертифікат EAL5+ у березні 2005 року. STOP версія 6.4 U4 отримала сертифікат EAL5+ у липні 2008 року. Версії від STOP до STOP 6 отримали сертифікат B3 згідно TCSEC. Хоча STOP 6 бінарно сумісна з Linux, вона не походить від ядра Linux при огляді системи.

## Red Hat Enterprise Linux 5
Red Hat Enterprise Linux 5 отримала EAL4+ у червні 2007 року.

## Red Hat Enterprise Linux 6
Red Hat Enterprise Linux версії 6.2 на 32-розрядній архітектурі x86 отримала EAL4+ у грудні 2014 року. Red Hat Enterprise Linux версії 6.2 з віртуалізацією KVM для архітектур x86 отримала EAL4+ у жовтні 2012 року.

## Novell SUSE Linux Enterprise Server
SUSE Linux Enterprise Server 9 компанії Novell, що працює на IBM eServer, був сертифікований CAPP/ EAL4+ у лютому 2005 року. Див. випуск новин на heise.de.

## Microsoft Windows
Подальші версії Microsoft Windows отримали сертифікат EAL 4 Augmented ALC_FLR.3.
- Windows 2008 Server (64-розрядна), Enterprise (64-розрядна) і Datacenter, а також Windows Vista Enterprise (32-розрядна і 64-розрядна версія) отримали EAL 4 Augmented (у розмовній мові називають EAL 4+) ALC_FLR.3 у 2009 році.
- Windows 2000 Server, Advanced Server і Professional, кожен із пакетом оновлень 3 і виправленням Q326886, які працюють на платформі x86, були сертифіковані як CAPP/EAL 4 Augmented ALC_FLR.3 у жовтні 2002 року. (Включно зі стандартними конфігураціями, такими як контролер домену, сервер в домені, автономний сервер, робоча станція в домені, автономна робоча станція).
- Windows XP Professional і Embedded з пакетом оновлень 2, а також Windows Server 2003 Standard і Enterprise (32-розрядні та 64-розрядні) з пакетом оновлень 1 були сертифіковані у грудні 2005 року.

## Mac OS X
Mac OS X і Mac OS X Server від Apple версії 10.3.6 зі встановленим пакетом Common Criteria Tools сертифіковані на CAPP/ EAL 3 у січні 2005 року .
Mac OS X і Mac OS X Server від Apple під керуванням останньої версії 10.4.6 ще не були повністю оцінені, проте доступний пакет Common Criteria Tools.

## GEMSOS
Gemini Multiprocessing Secure Operating System — це система TCSEC A1, яка працює на апаратному забезпеченні типу COTS з процесором x86.

## OpenVMS і SEVMS
Розширенням SEVMS для VMS стала система CC B1/B3, що раніше входила в Digital Equipment Corporation (DEC). Стандартна установка OpenVMS оцінюється як CC C2.

## Green Hills INTEGRITY-178B
Операційну систему реального часу INTEGRITY-178B від Green Hills Software, що працює на вбудованому процесорі PowerPC на карті Compact PCI, сертифіковано Common Criteria EAL 6+ у вересні 2008 року.

## Unisys MCP
Операційна система Unisys MCP включає реалізацію специфікації DoD Orange Book C2, підрівень захисту контрольованого доступу дискреційного захисту. MCP/AS отримав рейтинг C2 у серпні 1987 року.

## Unisys OS 2200
Операційна система Unisys OS 2200 включає реалізацію DoD Orange Book B1, специфікацію рівня захисту Labeled Security. OS 2200 вперше отримала успішну оцінку B1 у вересні 1989 року. Unisys втримувала цю планку до 1994 року завдяки підтримці рейтингу Національного центру комп'ютерної безпеки (RAMP) від Програми оцінки надійності продуктів.